# Disa salteri
Disa salteri là một loài thực vật có hoa trong họ Lan. Loài này được G.J.Lewis mô tả khoa học đầu tiên năm 1941.